# Mose-post
Mosepost (Rhododendron tomentosum), også skrevet Mose-Post, er en 50-100 cm høj busk med læderagtige blade. Blomsterne er hvide og de dufter stærkt. Planten bruges i surbundsbede og sumpbede i haver og parker. Som vildtvoksende i Danmark findes den kun et enkelt sted i Nordjylland. Den er fredet i Danmark. Mosepost er svagt giftig på grund af et terpenindhold.

## Beskrivelse
Mosepost er en lille, stedsegrøn busk med en halvkugleformet vækst. Grenene er kraftige og oprette med korte, stive sidegrene. Knopperne er spredte, men med en tydelig tendens til at sidde samlet nær spidsen af skuddet. De er brune og ægformede.
Bladene er lancetformede med indrullet rand. Oversiden er rynket og mørkegrøn, mens undersiden er rustrød af hårbeklædningen. Bladene lugter af bonevoks (!). Blomstringen sker i maj og juni, og den består af endestillede halvskærme. De enkelte blomster er hvide, og de dufter stærkt. Planten sætter jævnligt frø, som spirer villigt på de rette voksesteder.
Rodnettet er meget fint og højtliggende. Planten er helt afhængig af at få etableret kontakt med de rette mycorrhiza-svampe.
Højde x bredde og årlig tilvækst: 0,75 x 0,75 m (10 x 10 cm/år).

## Udbredelse
Planten vokser i sure moser i arktiske og tempererede egne af Europa, Asien og Grønland. I tundraområderne i Chukotka, det nordøstlige Sibirien, Russisk Fjernøsten, vokser arten sammen med bl.a. engelskgræs, Anemone sibirica, arktisk alperose, Delphinium chamissonis (en art af ridderspore), dværgbirk, dværgfjeldarve, liden vintergrøn, mosetroldurt, Polemonium acutiflorum (en art af jakobsstige), Potentilla hyparctica (en art af potentil), rødlig norel, Saussurea tilesii (en art af fjeldskær), tuekæruld, tuelimurt og Rhododendrom aureum
I Danmark er den regnet som en kritisk truet på den danske rødliste.

## Sorter
- Rhododendron diversipilosum 'Milky Way'. Sorten har tætte, halvrunde hoveder med flødehvide blomster. Planten er hårdfør og trives i vedvarende fugtig, porøs og sur jord i fuld sol eller let skygge.